# Kajanska
Kajanska (på kajanska Kaennuun murre) är den dialekt av det finska språket som talas i Kajanaland, Norra Österbotten, Posio och Ranua kommuner i Lappland. Kajanska är en östfinsk dialekt och hör till de savolaxiska dialekterna.

## Historia
Lingvister har utforskat kajanskans uppkomst och dess faser är välkända. Kajanskan baserar sig på den fornkarelska som talades i Finland och nordvästra Ryssland under 1100-talet. Fornkarelskan påverkades starkt av forntavastiskan, och Nöteborgstraktaten 1323 påverkade fornkarelskan kraftigt, då det var då som fornskarelskan delades upp i olika dialekter och språk: däribland ingriska, modern karelska, diverse sydöstfinska dialekter, samt savolaxiska dialekter.
Kajanskans historia börjar på 1500-talet, tack vare Sveriges dåvarande kung Gustav Vasa. Gustav Vasa befriade vissa savolaxiska familjer från skattskyldighet om de flyttade till Kajanaland, som då var nästan obebott. Omkring 140 familjer från Savolax flyttade då till Kajanaland, som väl där var tvungna att dela sina liv med kajanalänningsamer som förmodades vara släkt med kemisamerna, som talade kemisamiska. Senast på 1700-talet så blev den samiska befolkningen assimilerad med kajanalänningarna.

## Grammatik
Kajanskan har en stark påverkan av samiska språk när det gäller diftonger. Exempelvis, finskas pää och maa (sv. huvud och land eller mark) är på kajanska peä och moa. Kajanska har också sin egen motsvarighet för finskans "ts". Till exempel, finskans otsa (sv. panna) och metsä (sv. skog) är på kajanska ohta och mehtä. På grund av kajanskans diftonger, säger inte kajanalänningar köyhä poika laulaa kauniisti (sv. en fattig pojke sjunger vackert) utan köyhä poeka laolaapi kaoniisti.
Finländarna i väst förundras särskilt över -pi-ändelsen i kajanska verb, som alltid förekommer i slutet av ett verb. Till exempel käöpi och syöpi istället för finskas käy och syö (sv. går och äter), men fenomenet förekommer även i andra savolaxiska dialekter och tidigare var en del av finskt skriftspråk.
Kajanska brukar nästan alltid tappa "d" bort, förutom i lånord. Till exempel, sinä vedät och minä lähden (sv. du drar och jag går) är på kajanska sinä veät och minä lähen. D-bokstaven är faktiskt en "lånbokstav" från det svenska språket i finskan och nästan inga finska dialekter använder "d".
Andra drag hos kajanskan är till exempel partitivtypen i substantiv. Till exempel emäntätä (sv. frun) och kalloata (fisken), i stället för finskas emäntää och kalaa. Andra utmärkande drag är 1:a person pluralform myö tulemma eller myö tullaan i stället för finska me tulemme (vi kommer). 2:a person pluralform työ tuletta eller työ tuutta i stället för te tulette (sv. ni kommer) och i vissa områden även työ tulija (sv. ni kom).
Kajanskan har också påverkats starkt av ryskan på grund av sitt läge i öster, men även en relativt stark svensk påverkan när det gäller lånord. Antalet svenska och ryska lånord i kajanskan är ungefär lika många, och det är svårt att fastställa vilket av språken som har haft starkast påverkan. Det är inte alltid heller säkert vilka ord som är svenska eller ryska. Här nedan finns några lånord både från svenska och ryska.

### Svenska lånord i kajanskan
- aski = ask
- auksuuni = aktion
- blinni = plänn, men är tydligen från ryskans блин
- eli = eller, men är tydligen från ryskans или
- ettonet = "vila på maten", från ordet äta
- huusi, hyysi = uthus
- hällä = häll
- kahveli = gaffel
- kihveli = skyffel
- loota = låda
- roakata = raka sig
- tooli = stol, men kan också vara från ryskans стол
- tyyrätä = styra
- täkki = täcke
- veres = fräsch
- völjy, völijy = "sällskap" från ordet följa

### Ryska lånord i kajanska
- akkuna = окно (sv. fönster)
- blinni = блин
- eli = или, men kan också vara från svenskans eller
- holotna = холодный (sv. kall)
- ikramoida = играть (sv. spela eller larva sig)
- kapusta = varken ryskas копыстка eller polskans kopyść (sv. slev)
- kasakka = казак (sv. medhjälpare)
- komero = varken ryskas камера eller italienskans camera  (sv. förväringsutrymme)
- kohmelo, pohmelo = похмел (sv. baksmälla)
- lavihta = лавица (sv. bänk eller brits)
- nuusa = нужда (sv. brist)
- rostoi = простой (sv. simpel, enkel)
- rukkanen = från ryskas рука (sv. hand) som betyder på kajanska samma som svenskans "handske"
- saekka = чай (sv. te)
- sipattoa = шелтать (sv. viska)
- taasa = таз (sv. tvättningkorg)
- tojjie = стоять, men kan vara också från svenskans stå
- tooli = стол, men kan vara också från svenskans stol
- topra = добрый (sv. bra)
- tuumata = думать (sv. snacka, småprata, jiddra, men betyder på riktigt "tänka på")

## Etymologi av ordet ”kiva”
Ordet ”kiva” (sv. trevlig, rolig, kul, lattjo) som används mycket både i finska dialekter och  finlandssvenska dialekter, bedöms av språkvetaren Alpo Räisänen att komma från kajanskan. I kajanskan betyder ordet ”häftig”, ”snabb” eller ”hastig”, men omkring tiden för första världskriget antas ordet ha spridits via en kajanska som flyttade till Helsingfors. Samtidigt förändrades ordets betydelse som nu började betyda ”trolig”, ”rolig”, ”kul” eller ”lattjo”.